# Großer Preis von Österreich 1998
Der Große Preis von Österreich 1998 (offiziell XXII Grosser Preis von Österreich) fand am 26. Juli auf dem A1-Ring in Spielberg statt und war das zehnte Rennen der Formel-1-Weltmeisterschaft 1998.

## Bericht

### Hintergrund
Nach dem Großen Preis von Großbritannien führte Mika Häkkinen in der Fahrerwertung mit zwei Punkten vor Michael Schumacher und mit 26 Punkten vor David Coulthard. In der Konstrukteurswertung führte McLaren-Mercedes mit drei Punkten vor Ferrari und mit 54 Punkten vor Benetton-Playlife.
Mit Jacques Villeneuve (einmal) trat der bisher einzige Sieger zu diesem Grand Prix an.

### Training

#### Freitagstraining
Mit einer Zeit von 1:13,703 Minuten fuhr Coulthard die schnellste Runde, nur rund ein Tausendstel vor Giancarlo Fisichella und vier Hundertstel vor Häkkinen. Die beiden Ferrari belegten die Plätze sieben und acht, mit Michael Schumacher rund sieben Zehntel auf Platz sieben. Alle Fahrer lagen innerhalb von viereinhalb Sekunden platziert.

#### Samstagstraining
Erneut erzielte Coulthard die schnellste Zeit, rund zwei Sekunden schneller als am Vortag, dicht gefolgt von Häkkinen. Eddie Irvine folgte mit beinahe einer Sekunde Rückstand auf Platz drei, Heinz-Harald Frentzen auf vier und Michael Schumacher auf fünf. Alle gezeiteten Fahrer lagen innerhalb von dreieinhalb Sekunden.

### Qualifying
Zu Beginn des Qualifyings begann es zu regnen, erst am Ende der Session trocknete die Strecke allmählich ab. Fisichella konnte als einziger eine Zeit unter 1:30 Minuten setzen und holte sich vor Jean Alesi, Häkkinen und Michael Schumacher die Pole-Position. Coulthard, der bisher beide Trainingssitzungen dominierte, kam mit der nassen Strecke nicht zurecht und platzierte sich nur auf Platz 14. Alle platzierten Fahrer lagen innerhalb von fünfeinhalb Sekunden. Für Fisichella war es die erste von insgesamt vier Poles in seiner Karriere.

### Warm-Up
Im Warm-Up belegten beide McLaren wieder die ersten beiden Plätze, um rund eine Sekunde gefolgt von den Ferrari mit Michael Schumacher auf Platz drei. Fisichella, der am Samstag bei schwierigen Bedingungen die Pole-Position erreicht hatte, kam nur Platz acht.

### Rennen
Olivier Panis blieb beim Start stehen, da seine Kupplung versagte. Währenddessen startete Häkkinen am besten und ging noch vor der ersten Kurve in Führung. Derweil brach dahinter das völlige Chaos aus, wo viele Fahrer kollidierten. Auslöser war Toranosuke Takagi, dessen Wagen beim Anbremsen zur ersten Kurve mit dem Heck ausbrach. Er touchierte die Boxenwand und stieß mit dem Heck voraus in Johnny Herbert. In Kurve zwei drehte sich Pedro Diniz beim Anbremsen, wie Takagi, und fuhr seitwärts in seinen Teamkollegen Mika Salo. Unter anderem wurde auch noch Coulthard getroffen und drehte sich ebenfalls. Als Salo mit Übersteuern eine Drehung versuchte, geriet er in Coulthards Frontflügel und zerstörte sich seinen rechten Hinterreifen. Durch das Chaos in beiden Kurven wurde das Safety-Car auf die Strecke geschickt. 
Beim Restart verteidigte Häkkinen seine Führung und führte vor Michael Schumacher, der knapp hinter ihm war, das Rennen an. Michael Schumacher versuchte in Kurve vier an Häkkinen vorbeizugehen, verschätzte sich aber und wurde von Fisichella kurzzeitig überholt. Während Rubens Barrichello beinahe an Michael Schumacher vorbeikam, musste er frühzeitig wegen Bremsproblemen aufgeben. Michael Schumacher befand sich auf einer Zweistoppstrategie und musste unbedingt an Häkkinen vorbei, der mit einer Einstoppstrategie fuhr. Als Michael Schumacher erneut in Kurve vier Häkkinen zu überholen versuchte, verbremste er sich erneut und rutschte dieses Mal in das Kiesbett hinaus. Durch die hohe Geschwindigkeit wurde der Wagen heftig durchgeschüttelt, woraufhin der Frontflügel wegbrach. Als Michael Schumacher in der Box eine neue Nase abholte, lag er fast eine Runde hinter dem führenden Häkkinen.
Coulthard und Michael Schumacher begannen eine Aufholjagd vom Ende des Feldes, Frentzens Motorschaden sowie Fisichellas und Alesis Unfälle brachten die beiden rasch nach vorne. Michael Schumacher versuchte danach rundenlang, an seinem Bruder Ralf Schumacher vorbeizukommen, der sich verbissen wehrte. Nach mehreren Runden konnte Michael Ralf überholen und begann auf den drittplatzierten Irvine aufzuholen, der unter angeblichen Bremsproblemen litt. Fünf Runden vor Rennende konnte Michael Schumacher noch Irvine vor der Remus-Kurve überholen und den dritten Platz erreichen. Nach dem Rennen kommentierte Norbert Haug die Szenen rund um Irvines Bremsprobleme süffisant:

„Ach was? Ja das kommt schon vor gegen Rennende, wenn man so viel Gas gibt und so spät bremst.“

Haug spielte damit unter anderem auf den Verbremser von Irvine an, der Michael Schumacher den dritten Platz ermöglichte.
Häkkinen gewann schlussendlich das Rennen vor Coulthard und Michael Schumacher. Irvine wurde Vierter, Ralf Schumacher Fünfter und Villeneuve Sechster.
Coulthard sicherte sich mit 1:12,878 Minuten die schnellste Runde.
Sowohl in der Fahrer- als auch in der Konstrukteurswertung blieben die ersten drei Positionen unverändert.

## Meldeliste
| Team                         | Nr. | Fahrer                | Chassis        | Motor                   | Reifen |
| ---------------------------- | --- | --------------------- | -------------- | ----------------------- | ------ |
| Winfield Williams            | 01  | Jacques Villeneuve    | Williams FW20  | Mecachrome 3.0 V10      | G      |
| Winfield Williams            | 02  | Heinz-Harald Frentzen | Williams FW20  | Mecachrome 3.0 V10      | G      |
| Scuderia Ferrari Marlboro    | 03  | Michael Schumacher    | Ferrari F300   | Ferrari 3.0 V10         | G      |
| Scuderia Ferrari Marlboro    | 04  | Eddie Irvine          | Ferrari F300   | Ferrari 3.0 V10         | G      |
| Mild Seven Benetton Playlife | 05  | Giancarlo Fisichella  | Benetton B198  | Playlife 3.0 V10        | B      |
| Mild Seven Benetton Playlife | 06  | Alexander Wurz        | Benetton B198  | Playlife 3.0 V10        | B      |
| West McLaren Mercedes        | 07  | David Coulthard       | McLaren MP4/13 | Mercedes-Benz 3.0 V10   | B      |
| West McLaren Mercedes        | 08  | Mika Häkkinen         | McLaren MP4/13 | Mercedes-Benz 3.0 V10   | B      |
| Benson & Hedges Jordan       | 09  | Damon Hill            | Jordan 197     | Mugen-Honda 3.0 V10     | G      |
| Benson & Hedges Jordan       | 10  | Ralf Schumacher       | Jordan 197     | Mugen-Honda 3.0 V10     | G      |
| Gauloises Prost Peugeot      | 11  | Olivier Panis         | Prost AP01     | Peugeot 3.0 V10         | B      |
| Gauloises Prost Peugeot      | 12  | Jarno Trulli          | Prost AP01     | Peugeot 3.0 V10         | B      |
| Red Bull Sauber Petronas     | 14  | Jean Alesi            | Sauber C17     | Petronas 3.0 V10        | G      |
| Red Bull Sauber Petronas     | 15  | Johnny Herbert        | Sauber C17     | Petronas 3.0 V10        | G      |
| Danka Zepter Arrows          | 16  | Pedro Diniz           | Arrows A19     | Arrows 3.0 V10          | B      |
| Danka Zepter Arrows          | 17  | Mika Salo             | Arrows A19     | Arrows 3.0 V10          | B      |
| Stewart Ford                 | 18  | Rubens Barrichello    | Stewart SF2    | Ford Zetec-R 3.0 V10    | B      |
| Stewart Ford                 | 19  | Jos Verstappen        | Stewart SF2    | Ford Zetec-R 3.0 V10    | B      |
| Tyrrell                      | 20  | Ricardo Rosset        | Tyrrell 026    | Ford Zetec-R/97 3.0 V10 | G      |
| Tyrrell                      | 21  | Toranosuke Takagi     | Tyrrell 026    | Ford Zetec-R/97 3.0 V10 | G      |
| Fondmetal Minardi Team       | 22  | Shinji Nakano         | Minardi M198   | Ford Zetec-R/97 3.0 V10 | B      |
| Fondmetal Minardi Team       | 23  | Esteban Tuero         | Minardi M198   | Ford Zetec-R/97 3.0 V10 | B      |

## Klassifikation

### Qualifying
| Pos.                                                                       | Fahrer                | Konstrukteur        | Zeit     | Start |
| -------------------------------------------------------------------------- | --------------------- | ------------------- | -------- | ----- |
| 01                                                                         | Giancarlo Fisichella  | Benetton-Playlife   | 1:29,598 | 01    |
| 02                                                                         | Jean Alesi            | Sauber-Petronas     | 1:30,317 | 02    |
| 03                                                                         | Mika Häkkinen         | McLaren-Mercedes    | 1:30,517 | 03    |
| 04                                                                         | Michael Schumacher    | Ferrari             | 1:30,551 | 04    |
| 05                                                                         | Rubens Barrichello    | Stewart-Ford        | 1:31,005 | 05    |
| 06                                                                         | Mika Salo             | Arrows              | 1:31,028 | 06    |
| 07                                                                         | Heinz-Harald Frentzen | Williams-Mecachrome | 1:31,515 | 07    |
| 08                                                                         | Eddie Irvine          | Ferrari             | 1:31,651 | 08    |
| 09                                                                         | Ralf Schumacher       | Jordan-Mugen-Honda  | 1:31,917 | 09    |
| 10                                                                         | Olivier Panis         | Prost-Peugeot       | 1:32,081 | 10    |
| 11                                                                         | Jacques Villeneuve    | Williams-Mecachrome | 1:32,083 | 11    |
| 12                                                                         | Jos Verstappen        | Stewart-Ford        | 1:32,099 | 12    |
| 13                                                                         | Pedro Diniz           | Arrows              | 1:32,206 | 13    |
| 14                                                                         | David Coulthard       | McLaren-Mercedes    | 1:32,399 | 14    |
| 15                                                                         | Damon Hill            | Jordan-Mugen-Honda  | 1:32,718 | 15    |
| 16                                                                         | Jarno Trulli          | Prost-Peugeot       | 1:32,906 | 16    |
| 17                                                                         | Alexander Wurz        | Benetton-Playlife   | 1:33,185 | 17    |
| 18                                                                         | Johnny Herbert        | Sauber-Petronas     | 1:33,205 | 18    |
| 19                                                                         | Esteban Tuero         | Minardi-Ford        | 1:33,399 | 19    |
| 20                                                                         | Toranosuke Takagi     | Tyrrell-Ford        | 1:34,090 | 20    |
| 21                                                                         | Shinji Nakano         | Minardi-Ford        | 1:34,536 | 21    |
| 22                                                                         | Ricardo Rosset        | Tyrrell-Ford        | 1:34,910 | 22    |
| 107-Prozent-Zeit: 1:35,870 min (bezogen auf die Bestzeit von 1:29,598 min) |                       |                     |          |       |

### Rennen
| Pos. | Fahrer                | Konstrukteur        | Runden | Stopps | Zeit        | Start | Schnellste Runde |
| ---- | --------------------- | ------------------- | ------ | ------ | ----------- | ----- | ---------------- |
| 01   | Mika Häkkinen         | McLaren-Mercedes    | 71     | 1      | 1:30:44,086 | 03    | 1:13,412 (31.)   |
| 02   | David Coulthard       | McLaren-Mercedes    | 71     | 2      | + 5,289     | 14    | 1:12,878 (30.)   |
| 03   | Michael Schumacher    | Ferrari             | 71     | 2      | + 39,092    | 04    | 1:13,029 (41.)   |
| 04   | Eddie Irvine          | Ferrari             | 71     | 2      | + 43,976    | 08    | 1:14,066 (58.)   |
| 05   | Ralf Schumacher       | Jordan-Mugen-Honda  | 71     | 2      | + 50,654    | 09    | 1:13,972 (69.)   |
| 06   | Jacques Villeneuve    | Williams-Mecachrome | 71     | 1      | + 53,202    | 11    | 1:13,730 (66.)   |
| 07   | Damon Hill            | Jordan-Mugen-Honda  | 71     | 2      | + 1:13,624  | 15    | 1:14,135 (63.)   |
| 08   | Johnny Herbert        | Sauber-Petronas     | 70     | 1      | + 1 Runde   | 18    | 1:14,639 (63.)   |
| 09   | Alexander Wurz        | Benetton-Playlife   | 70     | 2      | + 1 Runde   | 17    | 1:14,040 (70.)   |
| 10   | Jarno Trulli          | Prost-Peugeot       | 70     | 1      | + 1 Runde   | 16    | 1:15,709 (59.)   |
| 11   | Shinji Nakano         | Minardi-Ford        | 70     | 1      | + 1 Runde   | 21    | 1:15,575 (37.)   |
| 12   | Ricardo Rosset        | Tyrrell-Ford        | 69     | 2      | + 2 Runden  | 22    | 1:16,100 (28.)   |
| –    | Jos Verstappen        | Stewart-Ford        | 51     | 2      | DNF         | 12    | 1:15,610 (43.)   |
| –    | Esteban Tuero         | Minardi-Ford        | 30     | 3      | DNF         | 19    | 1:15,769 (19.)   |
| –    | Giancarlo Fisichella  | Benetton-Playlife   | 21     | 1      | DNF         | 01    | 1:14,044 (20.)   |
| –    | Jean Alesi            | Sauber-Petronas     | 21     | 0      | DNF         | 02    | 1:14,791 (21.)   |
| –    | Heinz-Harald Frentzen | Williams-Mecachrome | 16     | 0      | DNF         | 07    | 1:15,446 (16.)   |
| –    | Rubens Barrichello    | Stewart-Ford        | 8      | 0      | DNF         | 05    | 1:16,822 (05.)   |
| –    | Pedro Diniz           | Arrows              | 3      | 0      | DNF         | 13    | 2:02,090 (02.)   |
| –    | Mika Salo             | Arrows              | 1      | 0      | DNF         | 06    | 1:57,392 (01.)   |
| –    | Olivier Panis         | Prost-Peugeot       | 0      | 0      | DNF         | 10    | –                |
| –    | Toranosuke Takagi     | Tyrrell-Ford        | 0      | 0      | DNF         | 20    | –                |

## WM-Stände nach dem Rennen
Die ersten sechs des Rennens bekamen 10, 6, 4, 3, 2 bzw. 1 Punkt(e).

### Fahrerwertung
| Pos. | Fahrer                | Konstrukteur        | Punkte |
| ---- | --------------------- | ------------------- | ------ |
| 01   | Mika Häkkinen         | McLaren-Mercedes    | 66     |
| 02   | Michael Schumacher    | Ferrari             | 58     |
| 03   | David Coulthard       | McLaren-Mercedes    | 36     |
| 04   | Eddie Irvine          | Ferrari             | 32     |
| 05   | Alexander Wurz        | Benetton-Playlife   | 17     |
| 06   | Giancarlo Fisichella  | Benetton-Playlife   | 15     |
| 07   | Jacques Villeneuve    | Williams-Renault    | 12     |
| 08   | Heinz-Harald Frentzen | Williams-Mecachrome | 8      |
| 09   | Rubens Barrichello    | Stewart-Ford        | 4      |
| 10   | Mika Salo             | Arrows              | 3      |
| 11   | Jean Alesi            | Sauber-Petronas     | 3      |
| 12   | Ralf Schumacher       | Jordan-Mugen-Honda  | 3      |

| Pos. | Fahrer            | Konstrukteur       | Punkte |
| ---- | ----------------- | ------------------ | ------ |
| 13   | Johnny Herbert    | Sauber-Petronas    | 1      |
| 14   | Pedro Diniz       | Arrows             | 1      |
| 15   | Jan Magnussen     | Stewart-Ford       | 1      |
| 16   | Damon Hill        | Jordan-Mugen-Honda | 0      |
| 17   | Shinji Nakano     | Minardi-Ford       | 0      |
| 18   | Ricardo Rosset    | Tyrrell-Ford       | 0      |
| 19   | Esteban Tuero     | Minardi-Ford       | 0      |
| 20   | Olivier Panis     | Prost-Peugeot      | 0      |
| 21   | Toranosuke Takagi | Tyrrell-Ford       | 0      |
| 22   | Jarno Trulli      | Prost-Peugeot      | 0      |
| 23   | Jos Verstappen    | Stewart-Ford       | 0      |

### Konstrukteurswertung
| Pos. | Konstrukteur        | Punkte |
| ---- | ------------------- | ------ |
| 01   | McLaren-Mercedes    | 102    |
| 02   | Ferrari             | 90     |
| 03   | Benetton-Playlife   | 32     |
| 04   | Williams-Mecachrome | 20     |
| 05   | Stewart-Ford        | 5      |
| 06   | Sauber-Petronas     | 4      |

| Pos. | Konstrukteur       | Punkte |
| ---- | ------------------ | ------ |
| 07   | Arrows             | 4      |
| 08   | Jordan-Mugen-Honda | 3      |
| 09   | Minardi-Ford       | 0      |
| 10   | Tyrrell-Ford       | 0      |
| 11   | Prost-Peugeot      | 0      |